# 총몇명
위키백과:유튜버총몇명(1992년 ~ )은 대한민국의 유튜버이자 스릴러 애니메이션 제작자이다.

## 콜라보레이션
- 넷마블은 2019년 공식 유튜브 채널인 모마TV를 통하여 총몇명의 그림체로 나천재 모두의마블 마스코트 '데니스'가 등장하는 콜라보 영상 3편을 공개하였다.[1]
- 편의점 프랜차이즈 GS25는 2020년 1월 31일 총몇명이 제작한 캐릭터 '나천재'를 상품화한 '나천재 열쇠고리', '나천재 네임택' 등을 출시한다고 발표하였다.[2]
- 그는 넷플릭스의 킹덤, 스위트홈 등의 유명 영화 및 드라마들을 광고하는 영상을 제작하였다.

## 서적 출판
2020년에 아이세움에서 총몇명의 오리지널 애니메이션을 만화로 재구성한 《총몇명 스토리》가 출판되었고, 예약 판매를 시작함과 동시에 2020년 2월 둘째주 예스24 어린이 베스트셀러 8위에 진입하였다.

## 게임
2021년 Sandbox Network Gamecompany에서 총몇명의 스토리 중 일부를 바탕으로 제작한 '공포의 임상실험'이라는 제목의 게임을 발표했다. 이 게임은 출시 후 1달도 되지 않아 구글 플레이 인기 게임 Top20 안에 들어갔고, 폭발적인 인기를 끌고 있다.

## 같이 보기
- 짤툰
- 장삐쭈
- 영상툰
- 썰 유튜버